# 티서우이바로시

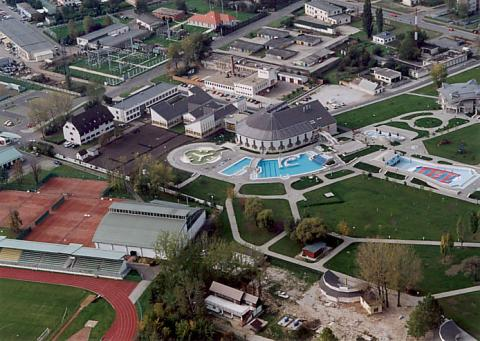
티서우이바로시

티서우이바로시(헝가리어: Tiszaújváros)는 헝가리 보르쇼드어버우이젬플렌 주에 위치한 도시로 면적은 46.04km2, 인구는 18,021명(2009년 기준), 인구 밀도는 380.47명/km2이다. 미슈콜츠에서 남동쪽으로 35km 정도 떨어진 곳에 위치하며 티서강과 접한다. 1970년에는 블라디미르 레닌 탄생 100주년을 기념하기 위한 차원에서 도시 이름을 레닌바로시(Leninváros)로 변경했지만 1991년에 원래의 이름으로 변경되었다.